# Узун-Хаджі
Узун- Хаджі Салтинський (Узун-Хаїр Хаджі-Хан) (1848 — 30 березня 1920) — дагестанський і чеченський релігійний і політичний лідер, емір Північно-Кавказького емірату. За національністю аварець.

## Біографія

### Ранні роки. Виховання, освіта, діяльність
Народився у селі Салта Гунібського округу у 1848 році у селянській родині. У молодості був мюридом шейха Абдурахмана-Хаджі із Согратля, головного інспектора державного апарату в імаматі Шаміля. Протягом 11 років Узун-Хаджі навчався у цього відомого аліма, потім продовжив навчання ісламського богослов'я в Османській Імперії: в Аравії, Сирії, Туреччині. Здобувши вищу духовну освіту, Узун-Хаджі зайнявся складанням наукових праць з теології і став серйозно захоплюватися релігійною поезією. Він також брав активну участь у повстанні 1877 року. Перша битва за його участю сталася на Салтинському мосту (червоний міст) першого дня рамазана 1877 року. Після придушення повстання він був заарештований і засланий до Новоузенського повіту Самарської губернії на 7 років, проте через 4 роки втік із заслання і повернувся до Дагестану.
Вдруге був заарештований у 1910 році за будівництво медресе у селищі Салта без дозволу влади. Спочатку перебував під домашнім арештом, потім його на один рік перевели до Темір-Хан-Шури і потім вислали до Астрахані. Але через рік він утік звідти і нелегально поїхав до Мекки для здійснення хаджу, що зайняло рівно рік. По дорозі назад він приєднався до чеченських паломників і прибув до Грозного, потім перебрався до Ножаю-Юрту. Два роки він прожив серед чеченців, займаючись проповідями та агітацією проти російської влади, а 1916 року повернувся до рідного села Салта.
Приставку «Узун» до імені отримав він найімовірніше від супротивників, які намагалися підчепити його гідність («Узун» — з кумикської мови «довгий», а Хаджі був маленького зросту).

### 1917—1919 роки
Після Лютневої революції 1917 Узун-хаджі став одним з організаторів Дагестанського Міллі-Комітету, який виступив з ініціативою проведення референдуму про введення шаріату в Дагестані. Усі сільські спільноти Дагестанської області висловилися за шаріатську форму правління. Узун-Хаджі також брав участь у з'їзді гірських народів, що відбувся в селі Анді 10 серпня 1917 року, на якому імамом Дагестану був проголошений Нажмудін Гоцінський. Щодо земельного питання на з'їзді з ініціативи Узун-Хаджі було прийнято постанову з таких пунктів:
|  | Всі землі Дагестану, що були в розпорядженні царського уряду, повернути дагестанському народу. 1. Води Каспійського моря, ув'язнені у межах Дагестану, передати у розпорядження дагестанського народу як невід'ємну власність. 2. Усі бекські землі передати безоплатно дагестанському народу. 3. Землі, передані беками деяким особам, також передати у власність дагестанському народу безоплатно. 4. Землі, куплені деякими особами у беків, передати дагестанському народу у власність, відкупивши за собівартістю. |

У вересні 1917 року загоном Узун-Хаджі було здійснено напад на Хасавюртовський округ, при цьому постраждали понад 170 населених пунктів, розташованих на території округу, у тому числі Хасавюрт, повне знищення якого не сталося лише завдяки допомозі, наданої бронепоїздом Бакинської Ради, що курсував між Хасав'юртом і Гудермесом та охороняв залізницю для військових ешелонів, що поверталися з Кавказького фронту, а також для відправлення до голодного Баку продовольства, що закуповувалося на Північному Кавказі.

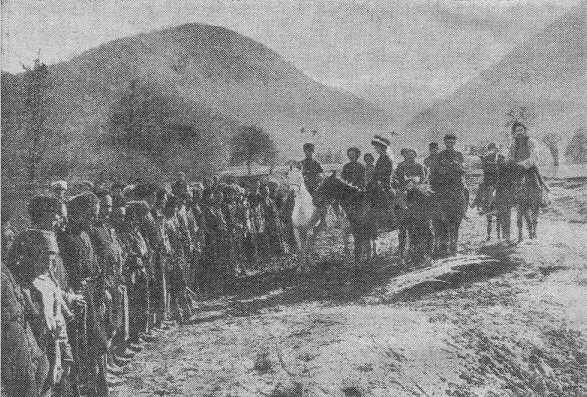
Узун-Хаджі приймає парад військ Емірства

У січні 1918 року на ІІІ з'їзді представників гірських народів у Темір-Хан-Шурі Нажмудін Гоцінський повторно був проголошений імамом усього Дагестану. Узун-Хаджі при цьому заявив: «Хто не підкориться імаму, тому ми відрубаємо голову». Було оголошено лист Узун-Хаджі, в якому виражалася недовіра світським органам влади та пропонувалося їх розігнати, передавши всі повноваження місцевому духовенству та Шаріатському управлінню Дагестану. Дагестанський обласний виконком — орган Тимчасового уряду — висловив подив щодо проголошення Гоцинського імамом і направив йому листа, в якому пропонувалося пояснити народу, який сенс він вкладає в поняття «імам». В результаті Гоцинського проголосили не імамом, а муфтієм. Узун-Хаджи, який наполягав на проголошенні Гоцинського імамом, розгнівався на Гоцинського за нетвердість проведення ідеї імамату і вивів свої загони з міста. Цим скористалися соціалісти та провели своє рішення про анулювання рішення з'їзду про обрання Гоцинського муфтієм.
У квітні 1918 року загін Узун-Хаджі фактично спалив Хасавюрт за допомогою пляшок з гасом, якими були забезпечені його мюриди.

Промова Узун-Хаджі на засіданні Гірського парламенту:
«Нам потрібно одне з двох: чи жити, чи померти. Усі народи працюють у цьому напрямі. І ми маємо працювати для спільного благополуччя. Якби ми досі працювали об'єднано та організовано, то ніякий ворог не наважився б переступити межі нашої Батьківщини. Першими не поєдналися аліми, а за ними — вся темна маса. Мусульмани почали вбивати один одного. Як би там не було, а минуле треба забути. Давайте ж хоч тепер перед загальною небезпекою, перед спільною для всіх нас загрозою потрапити в кабалу до генералів і козаків, об'єднаємось, і тоді ніхто не може перемогти нас, ні козаки, ні інша диявольська сила. Ми, мусульмани, повинні жити як брати, породжені одним спільним батьком. Я і Алі-Хаджі хоч би як були старі, підемо вмирати за народ».

Після того, як у квітні 1919 року війська ЗСПР зайняли Дагестан, Узун-Хаджі став збирати загони добровольців для боротьби з ними. 22 травня 1919 року у зв'язку з окупацією білими військами Дагестану було припинено діяльність уряду Горської Республіки. Нажмудін Гоцінський виступив на підтримку ЗСПР проти Червоної Армії. Він звернувся до Узун-Хаджі з листом, в якому пропонувалося, заручившись військовою підтримкою Великої Британії, спільно виступити проти більшовиків. Однак Узун-Хаджі не прийняв пропозицію Гоцинського, відповівши: «Яка різниця, якого кольору свиня — чорна чи біла?». Про Гоцинському він говорив: «Я хотів зробити з нього імама, але він виявився Іваном». Узун-Хаджі, зібравши своє військо, пішов у гори на кордоні Чечні та Дагестану. Наприкінці травня 1919 р. у селі Ботліх він зібрав великий маджліс, де був обраний імамом Дагестану та Чечні, а резиденцією імамату було обрано Ведено.
Влітку 1919 року за підтримки чеченця Іналука Арсанукаєва (Дишнінського), що привіз для Узун-Хаджі фірман (послання) від султана Османського Багаутдіна (Магомет-Ваххідін VI), Узун-хаджі приступив до створення військових і цивільних структур Півнчіно-кавказького емірату.
Авторитет Узун-Хаджі зріс завдяки перемогам його війська під командуванням Арсанукаєва над військами ВРЮР під командуванням генерала І. Колесникова у битві за станицю Воздвиженську. Внаслідок боїв 11 вересня 1919 року білогвардійські частини відступили до Грозного, а військам Узун-Хаджі вдалося взяти в полон 112 jcs,. Через два дні, 13 вересня, відбувся бій війська Узун-Хаджі з козаками в Шалі, в результаті якого було взято в полон 138 козаків.
19 вересня 1919 р., на нараді за участю представників чеченського та дагестанського духовенства було оголошено про створення Північно-Кавказького емірату на чолі з еміром Узун-Хаїр Хаджі-Ханом. У розпорядженні прем'єр-міністра уряду емірату Іналука Арсанукаєва, виданому у вересні 1919 р., було оголошено, що «Північно-Кавказьке емірство є самостійною шаріатською монархією на чолі з еміром Узун-Хаїр-Хаджі-Ханом, але під протекторатом Халіфа мусульманського еміра Його Велиності Оттоманського імператора Магомета-Ваххіддіна-VI». У цьому документі Горська Республіка називалася міфічною республікою, яка не мала опори в народі.
Уряд емірату Узун-Хаджи був інтернаціональним: у ньому було по два аварці, чеченця, інгуша і кабардинця. Вищу світську освіту мала одна людина, вищу духовну — двоє, грамотними російською мовою (а серед них одна і арабською) були троє, неписьменними були два міністри (військовий і шляхів сполучення, пошт і телеграфу).
На початку 1919 року командувач 11-ї армії РККА М. Гикало після поразок у боях з військами ВРЮР ухвалив рішення відвести залишки розгромленої армії в гори. Узун-Хаджі вступив у союз із Гикалом, тому із залишків його армії було сформовано інтернаціональний загін червоних повстанців. Він розміщувався біля емірату і підпорядковувався військовому штабу Узун-Хаджі як 5-й полк армії Північно-Кавказького емірату. Інгушський загін червоних партизанів на чолі з Хізіром Орцхановим, який перебував у горах Інгушетії, вважався 7-м полком армії Узун-Хаджі. Представник більшовиків Хабала Бесланеєв навіть став міністром внутрішніх справ емірату, а начальником штабу військ емірату став більшовик інгуш Магомет Ханієв.
Також Хізір Орцханов, через якого надходила зброя з Грузії, був призначений головнокомандувачем збройних сил Північного Кавказу". Для отримання озброєння уряд Узун-Хаджі звертався за допомогою до урядів Азербайджанської Демократичної Республіки, Грузинської Демократичної Республіки та Туреччини. З Узун-Хаджі постійно підтримував зв'язок командувач турецькими військами в Дагестані Нурі-Паша У складі командування армії Узун-Хаджі знаходилися офіцери турецького Генерального штабу, в тому числі Хусейн Дебрелі та Алі-Різа Чорумлу (перший командував кавалерією, другий — артилерією). Військову та матеріальну допомогу емірату Узун-Хаджі намагалася надавати також Грузинська демократична республіка. У вересні 1919 р. нею було направлено експедиційний загін надання допомоги військам емірату. Але в бою під Чечен-аулом грузинський загін натрапив на збройний опір військ ЗСПР і, зазнавши поразки, змушений був повернутися назад до Грузії.

### Переговори із більшовиками. Смерть
Політичні противники Узун-Хаджі приписували йому фразу: «Я сную мотузку для того, щоб повісити всіх, хто пише зліва направо». Але сам Узун-Хаджі це відкидав. Він писав у журналі «Танг-Чолпан»:
|  | Як я міг сказати таку нісенітницю? Адже без світської цивілізації нам не обійтись! Якщо навіть ми не маємо спеціалістів, як, наприклад, медиків чи інженерів, то їх необхідно запрошувати з інших районів… Як духовна особа, я хочу відновити шаріат у своїй повноті, до чого закликаю народ» |

Наприкінці березня 1920 р. більшовики надіслали вже важко хворому Узун-Хаджі листа, в якому говорилося:
|  | Після переговорів з Вашими представниками нам стало відомо, що вони приймають Радянську владу. Якщо й Ви приймаєте цю владу як імам Чеченістана та Дагестану, то оголосіть про це народам, і тоді між нами встановляться дружні стосунки. Зважаючи на це, Радянська влада визнає Вас як Імама і духовного лідера мусульман Північного Кавказу. Також після того, як оголосите народам про ваше ставлення до Радянської влади, Ви маєте залишити свої посади та надати свої обов'язки самому народу. Ваші організації мають бути розпущені. Влада має передаватися Центральному уряду. Щодо фінансових справ, то це вирішиться після отримання інструкції від Центру. Принаймні Радянська влада не втручатиметься до Вашого святого Корану та релігії. Про все це Вам пояснять Ваші представники. |

Узун-Хаджі відмовився прийняти ці умови більшовиків і через кілька днів після отримання листа, 30 березня 1920 р., він помер.
11 травня 1920 року на його наполягання, було скликано з'їзд горян, у якому були присутні турецькі офіцери, що були на Північному Кавказі. Узун-Хаджі, який доживав останні дні, письмово заповів продовжувати боротьбу з Росією і запросити до влади Каміль-Пашу, сина Шаміля, який жив у Туреччині. З'їзд виконав волю Узун Хаджі та оголосили імамом Каміль-Пашу, якого одразу про це сповістили. Останній послав свого сина Саїда-Шаміля до Тифлісу, де він дізнався про захоплення Північного Кавказу росіянами .
Після Узун-Хаджі титул еміра прийняв житель села Інхо (Верхнє Інхо) шейх Дервіш Мухаммад, але через кілька днів Північно-Кавказький емірат перестав існувати.

## Оцінки сучасників
З. Габієв : «Узун Хаджі на противагу Нажмутдіну був справді природний горець… близький до душі темних горських бідняцьких мас».
Також Габієв пише: «Сильною волею, не без хитрощів і політичного шахрайства, часом до нахабства рішучий, „неспокійний“ і маленький старий Узун-Хаджі міг би зіграти ще багато разів велику роль у горах Кавказу, якби він відрізнявся широтою свого розуму та розвитку, багатством і родовитістю хоча б Нажмудіна Гоцинського, фігура якого набагато блідіша за фігуру Узун-Хаджі, незважаючи на те, що цей останній грав як би другу скрипку, другорядну роль».
Алібек Taxo-Годи: «Якщо Нажмудіна з'їдала спрага честолюбства, влади, хвороби, то Узуном рухало тільки свідомість навіюваного йому та ним засвоєного обов'язку мусульманина, який повинен скласти свою і чужу голови для того, щоб воскресити імамат та імама всіх мусульман».
С. Кіров «Натхненниками та керівниками повстання (прим. проти денікінської армії) є духовні вожді горців, які завжди йшли з народом і за народ — Алі-Хаджі Акушинський у Дагестані та Узун-Хаджі в Чечні та Інгушетії».